# Тюрина, Елена Александровна
Еле́на Алекса́ндровна Тю́рина — российский литературовед и текстолог, специалист по русской литературе XX века.

## Биография
В 2000 году окончила Московский государственный университет печати по специальности «Редактор-издатель». Тема дипломной работы – «Редакторская подготовка избранных произведений М.А. Булгакова последних лет».
В 2000–2004 годах училась в аспирантуре Института мировой литературы имени А. М. Горького РАН (ИМЛИ РАН). Защитила диссертацию на соискание учёной степени кандидата филологических наук на тему «Повесть М.А. Булгакова „Собачье сердце“. Текстологические проблемы» (2007), в которой провела сравнительно-текстологический анализ авторизованный машинописей повести и первый зарубежных и российских публикаций «Собачьего сердца».
Старший научный сотрудник Отдела новейшей русской литературы и литературы русского зарубежья ИМЛИ РАН с 2005 г., учёный секретарь группы по подготовке научного собрания сочинений М. А. Шолохова, член Ученого совета ИМЛИ РАН (2010–2015), председатель Совета молодых учёных ИМЛИ РАН (2009–2012).

## Научная деятельность
Елена Тюрина – текстолог, специалист по истории русской литературы XX века.
Область научных интересов: изучение текстологии классиков русской литературы — Михаила Шолохова, Владимира Маяковского, Михаила Булгакова.
Участник подготовки научного собрания сочинений Михаила Шолохова и текстологической комиссии по подготовке Полного собрания произведений В. В. Маяковского в 20 томах.
Член редколлегии изданий:
- М. А. Шолохов «Тихий Дон». Научное издание в 2 т.  М.: ИМЛИ РАН, 2017.
- «Текстологический временник. Русская литература XX века: актуальные вопросы текстологии и источниковедения». Выпуск № 1. (М.: ИМЛИ РАН, 2009), Выпуск № 2.  (М.: ИМЛИ РАН, 2012), выпуск № 3 (в печати).
- «Творческое наследие М.А. Шолохова в начале XXI века» (М.: ИМЛИ РАН. в печати)

Учёный секретарь международных научных конференции:
- Первого Международного текстологического семинара «Русская литература XX века. Актуальные вопросы современной текстологии и источниковедения» (20–22 ноября 2007 г. ИМЛИ РАН);
- Круглого стола, посвященного 105-летию со дня рождения М.А. Шолохова, на тему «О задачах и принципах текстологической подготовки романа М.А. Шолохова «Тихий Дон» и структуре комментариев. (20 мая 2010 г. ИМЛИ РАН);
- Международной конференции «Велимир Хлебников в новом тысячелетии», посвященной 125-летию со дня рождения русского поэта и мыслителя. (9–11 ноября . ИМЛИ РАН);
- Юбилейной научной конференции молодых ученых (к 80-летию ИМЛИ РАН) «Символы и мифы в литературе и фольклоре». (29–30 марта 2012. ИМЛИ РАН);
- Текстологического семинара «Письма и дневники в русском литературном наследии XX века. Вопросы текстологии, источниковедения и интерпретации» (28– 29 октября . ИМЛИ РАН);
- Юбилейной международной научной конференции «Творческое наследие М.А. Шолохова в начале XXI века», к 110 летию со дня рождения писателя. (2–3 июня 2015 г. ИМЛИ РАН)

Елена Тюрина приняла участие в международных конференциях, выступив с докладом:
- «О некоторых эдиционно-текстологических проблем повести М.А. Булгакова «Собачье сердце» на Первом Международном текстологическом семинаре «Русская литература XX века. Актуальные вопросы современной текстологии и источниковедения» (20–22 ноября 2007 г. ИМЛИ РАН);
- «О проблемах текстологической подготовки выступления В.В. Маяковского в стенографической записи» на международной научной конференции «Проблемы текстологии и творческой биографии В.В. Маяковского» (17–19 июня . ИМЛИ РАН);
- «Текстология повести  М.А. Булгакова «Собачье сердце»: мифы и реальность» на Юбилейной научной конференции молодых ученых (к 80-летию ИМЛИ РАН) «Символы и мифы в литературе и фольклоре» (29–30 марта 2012 Г. ИМЛИ РАН);
- «О текстологических принципах подготовки академического собрания сочинений М.А. Булгакова на примере повести “Собачье сердце”» на Международная конференция молодых исследователей «Текстология и историко-литературный процесс» (16–17 февраля 2012 г. Филологический факультет Московского государственного университета им. Ломоносова );
- «Текстологические принципы работы Маяковского над стенограммами» на Юбилейной международной научной конференции «Маяковский и его время» К 120-летию со дня рождения В.В. Маяковского (18–21 сентября . ИМЛИ РАН);
- «Дневники Е.С. Булгаковой. Выбор основного текста» на Текстологическом семинаре «Письма и дневники в русском литературном наследии XX века. Вопросы текстологии, источниковедения и интерпретации» (28 и 29 октября . ИМЛИ РАН);
- «О работе М.А. Шолохова над стилем 1-й и 2-й книг «Тихого Дона» (на материале рукописей) на Международной конференции «Творческое наследие М.А. Шолохова в начале XXI века» (2 и 3 июня 2015 г. ИМЛИ РАН);
- «Малоизвестные пьесы Всеволода Иванова “Алфавит” и “Синий в полоску”» на Международной конференции "Русская литература XX в. и революция 1917 г. К 120-летию со дня рождения Вс. Иванова 28–30 сентября 2015 г. (ИМЛИ РАН, МПГУ);
- «Интерпретация новозаветных образов и христианское понимание «добра и зла» в творчестве М.А. Булгакова» на Международной научной конференции «Новозаветные образы и сюжеты в русской культуре первой трети XX века» (ноябрь 2017, ИМЛИ РАН)
- «Новаторство текстологической подготовки научного издания романа М.А. Шолохова “Тихий Дон”» на Международной научно-практической конференции «Изучение творчества М.А. Шолохова на современном этапе: проблемы, концепции, подходы».  Юбилейные ХХ Шолоховские чтения. (станица Вешенская, 11-13 сентября 2018 г.)
- «Маяковский в Наркомпросе: на материале стенограмм» на Международной научной конференции к 125-летию со дня рождения «Владимир Маяковский в мировой культурном пространстве». (М.: ИМЛИ РАН, 18-20 сентября 2018 г.)